# Nätverksisolator
Nätverksisolatorer bildar en galvanisk brytpunkt med förhöjd hållspänning i en kopparkabeln för Ethernet. Här överförs, enligt den elektromagnetiska induktionsprincipen, högfrekvent växelspänning till frekvensbandet för dataöverföring med minsta möjliga förlust. På grund av denna överföringsprincip behöver nätverksisolatorer ingen egen strömförsörjning. För närvarande tillåter nätverksisolatorer överföringshastigheter på upp till 1000 Mbit/s.

## Användningsområden

### Medicinteknik
Inom det medicinska området används nätverksisolatorer för att skydda patienterna från läckström. Nätverksförbindelsen mellan en aktiv medicinteknisk apparat och ett Ethernet-nätverk, eller en apparat för icke-medicinskt bruk, som till exempel en PC eller en laptop, klassas som en potentiell riskkälla i enlighet med IEC-standard 60601-1 (3:e utgåvan) för medicintekniska apparater och system. Den kan, som följd av spänningsdifferenser mellan de anslutna nätverksdelarnas jordpotential, orsaka läckström som är farlig för patienten. Sådana spänningsdifferenser kan även orsakas av en felaktig kabelläggning till exempel om kablarna anslutits fel eller om det finns metallisk kontakt mellan en defekt bildskärms- eller datorkabel och strömförande delar i kabelkanalen.
Nätverksisolatorer kan användas som tillbehör till, eller beståndsdel, av en medicinteknisk apparat eller ett medicintekniskt system. I ett medicintekniskt system är nätverksisolatorer underkastade kraven i enlighet med 60601-1 och 60601-1-2, men är ändå inte medicintekniska apparater, som de definieras i direktivet för medicintekniska produkter 93/42/EEG, eftersom de i sig själva inte har någon terapeutisk eller diagnostisk funktion. Därför finns det heller inga krav på att de som fristående enheter måste genomgå säkerhetstekniska kontroller (STK), utom i de fall då nätverksisolatorerna eller de medicintekniska systemen utgör en aktiv medicinteknisk enhet som består av nätverksisolatorer och en medicinteknisk apparat. I dessa fall står kravet om kontroller i tillverkarens följesedel.
Nätverksisolatorer skall placeras så nära den medicintekniska apparaturen som möjligt. I medicinsk användning används de ofta tillsammans isolationstransformatorer, vilka också skyddar patienten, men från för hög spänning från elnätet i fall av ett isoleringsfel.

### Andra användningsområden
Nätverksisolatorer används, utöver inom det medicinska området, i många andra tekniska anordningar för att uppnå potentialskiljning mellan anslutna apparater till exempel:
- till mät- och övervakningsanordningars elektroniska kontrollfält, vilka via Ethernetportar står i förbindelse med ett larm
- till redundanta serversystem, som är anslutna med kopparkabel över avstånd på upp till 100 m
- till kopparbaserade nätverksanslutningar för privat eller kommersiellt bruk, som genom oundvikliga potentialskillnader mellan byggnader eller delar av byggnader är utsatta för risk, men hos vilka en förbindelse med fiberoptik förefaller för dyrbar
- allmänt som mantelströmfilter för Ethernetanslutningar

## Tekniska krav
Den internationella standarden IEC 60601-1 (3:e utgåvan) för medicintekniska apparater och system anger höga krav för nätverksisolatorernas isolationstekniska konstruktion. I den standarden ställs väsentligt högre krav än i den standard som gäller för icke-medicinska områden, standard IEC 60950 (Anordningar för informationsteknik). Detta beror på att man vid bedömningen utgått ifrån att en patient kan vara medvetslös, medicinerad eller oförmögen att röra sig och därmed också har ett större behov av skydd.
För medicintekniska apparater eller system krävs det två av varandra oberoende anordningar för patientens skydd (eng. Means Of Patient Protection = MOPP) i enlighet med IEC 60601-1 (3:e utgåvan). Beroende på isoleringskonstruktion har då nätverksisolatorn en eller två skyddsåtgärder för patientens skydd. Om endast en MOPP finns, måste en andra skyddsåtgärd vidtas för apparaten, till exempel via en fast potentialutjämnare.
Tillverkarna bestyrker konformiteten med de krav som tillämpliga standarder och direktiv ställer, i synnerhet IEC 60601-1, med egna CE-förklaringar och/eller testcertifikat som utfärdats av oberoende kontrollinstitut. Det framgår dock i regel inte av certifikaten om nätverksisolatorn förfogar över en eller två MOPP, detta är beroende av kombinationen av det realiserade luft- och krypavståndet, av isoleringens konstruktion och av hållspänningen. Man kan inte utläsa av enbart hållspänningen (det krävs 1,5 KV (AC) för en MOPP och 4 KV (AC) för två MOPP) hur många MOPP som realiserats.
Oskärmade kabelanslutningar, som ibland används som alternativ till nätverksisolatorer, erbjuder inte tillräckligt skydd i IEC 60601-1:s bemärkelse, eftersom också datorledningarna själva kan vara riskabelt strömförande.
De galvaniska avskiljare som är monterade på nätverkskort och på andra aktiva nätverkskomponenter i enlighet med IEC 60950, motsvarar inte kraven för en galvanisk avskiljaranordning i IEC 60601-1:s bemärkelse, eftersom avskärmningen för det första är genomförbunden och för det andra isoleringskonstruktionen i regel inte motsvarar de höga kraven i IEC 60601-1 och därför inte kan ersätta nätverksisolatorer för medicinskt bruk.
Nätverksisolatorns överföringskvalitet bestäms med hjälp av de parametrar som är vanliga för kablage inom nätverkstekniken (till exempel inlänkningsdämpning, reflexionsdämpning, överhörning).
En nätverksisolator ska bryta varje direkt galvanisk förbindelse mellan anslutna apparater. Därför måste även kabelskärmen och inte bara datorledningarna vara galvaniskt åtskilda.

## Utföranden
Nätverksisolatorer finns i olika utföranden. De finns som externa enheter, för tillverkare av apparatur finns de i utföranden som kan monteras in i denna och integrerade i vägguttag för nätverk.